# Helle Bygum
Helle Bygum Knudsen (født 27. oktober 1948 i Aarhus) er en dansk journalist.
Hun blev udlært journalist på Århus Stiftstidende i 1971 og blev senere ansat på Kristeligt Dagblad og Universitetsavisen, indtil hun i 1976 kom til Berlingske Tidende. Her var hun redaktionssekretær i 6 år og senere var hun skrivende på Berlingskes søndagsavis. I en periode var hun også tillidsmand. 
I midten af 1980'erne kom hun til Weekend-tv. Her blev hun spottet af Ole Sippel, der hentede hende til DR's TV Avisen i 1988. Fra 1994 til 2004 beskæftigede hun sig primært med det kongelige stof, senere favner hun mere bredt. Hun var desuden sikkerhedsrepræsentant og tillidsmand for journalisterne på TV Avisen.  I 2011 gik hun som 62 årig på først efterløn, siden pension. Helle Bygum har skrevet flere bøger: Kongehusets Grønland, Margrethe – mit liv i billeder (2010) og 10 år - Kronprinsparrets 10 års bryllupsdag (2014), "Jeg Peter". Et portræt af teaterdirektør og instruktør Peter Langdal (2015) og  "Prinsesse af hjertet" (2016) et portræt af Kronprinsesse Marys sociale engagement samt været med til at redigere flere andre bøger.
Helle Bygum er en foredragsholder og hun var gennem 12 år aktiv som rådgiver i Offerrådgivningen, en social tjeneste under Røde Kors. 
Siden 2022 har hun været formand for Journalisternes Veteranklub.